# Neoscorpaena nielseni
Neoscorpaena nielseni es una especie de pez perteneciente a la familia Scorpaenidae, que habita desde el océano Índico hasta las costas de Sudáfrica, donde se lo puede hallar a una profundidad que va de 100 a 405 m. Este pez crece hasta adquirir un tamaño de 14 cm y es la única especie de su género.